# خافيير سافيولا
خافيير بيدرو سافيولا فرنانديز (بالإسبانية: Javier Pedro Saviola Fernández)‏، من مواليد 11 ديسمبر 1981، لاعب كرة قدم أرجنتيني، لعب مع الأرجنتين 34 مباراة دولية وسجل 23 هدف، كما شارك معه في كأس العالم لكرة القدم 2006، وفي عام 2004 تم اختياره ضمن قائمة أفضل 125 لاعب حي من قبل بيليه وأحرز خلالها المركز 88 على اللاعبين.

## ريفر بليت
بدأ مسيرته مع نادي ريفر بليت وهو في عمر 16 سنة، وأصبح أصغر لاعب يسجل للفريق، وساعد الفريق على الفوز ببطولة الافتتاح في عام 1999 وبطولة الاختتام في عام 2000، وفي عام 1999 اختير كأفضل لاعب في أمريكا الجنوبية، وهو بعمر 18 سنة.
و في عام 2001 لعب مع منتخب الأرجنتين تحت 20 سنة لكرة القدم في كأس العالم للشباب، وقد أصبح هداف البطولة برصيد 11 هدف في سبعة مباريات، وهو رقم قياسي يسجل لأول مرة، وقد اختير كأفضل لاعب في البطولة.

## برشلونة
و هو بعمر 19 سنة، انتقل إلى إسبانيا ولعب لنادي برشلونة الإسباني، وفي أول موسم له مع الفريق وتحت قيادة المدرب لويس فان غال سجل 17 هدف، وفي موسمه الثاني مع الفريق لم يكن موفقا، حيث سجل 4 اهداف في النصف الأول من الدوري الإسباني، وتم استبدال المدرب لويس فان غال بالمدرب رادومير أنتيش، وفي القسم الثاني سجل 12 هدف، وفي موسم 2003/2004 تم تعيين فرانك ريكارد مدربا للفريق، وقد سجل سافيولا 16 هدفا وساعد الفريق على الحصول على المركز الثاني.
و لعب سافيولا في الألعاب الأولمبية في صيف 2004، وأحرز الميدالية الذهبية مع منتخب الأرجنتين لكرة القدم وهداف البطولة تحت قيادة المدرب مارسيلو بيلسا.

## موناكو

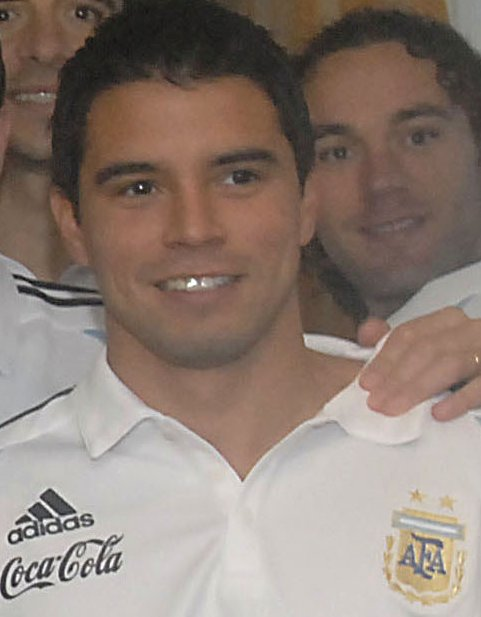
خافيير سافيولا مع المنتخب

وعلى صعيد الأندية، أعير خافيير سافيولا إلى نادي موناكو الفرنسي، ولعب معهم في 29 مباراة وسجل 15 هدفا. وقد أحرز 4 أهداف ببطولة إبطال أوروبا وهدفين بكأس فرنسا.

## أشبيلية
و في موسم 2005/2006، أعير إلى نادي إشبيلية الإسباني، ولعب معهم 30 مباراة وسجل 15 هدفا، وساعدهم على الفوز بكأس الاتحاد الأوروبي وكان هداف الفريق برصيد 6 أهداف ليكون المساهم الأكبر بإحراز اللقب.

## العودة لبرشلونة
و بعد كأس العالم لكرة القدم 2006 عاد سافيولا إلى نادي برشلونة مرة أخرى، ولعب أول مباراة له مع الفريق بعد 854 يوم أمام نادي فالنسيا. وقد ساهم بالكثير في هذا الموسم رغم أنه كان احتياطياً فكان هداف كأس ملك إسبانيا بـ 8 أهداف منها هاتريك على نادي ألافس، وقد أحرز 5 أهداف في الدوري رغم مشاركته القليلة ولكن هذا الشيء لم يجعل ريكارد يرى الإبداع فقرر الاستغناء عنه وبذلك تنتهي قصة لاعب تألق ونجح في برشلونة.

## الانتقال لريال مدريد
في 10 يوليو 2007، وبعد انتهاء عقده مع نادي برشلونة وبالتالي أصبح حراّ، وقد قرر الانتقال لريال مدريد الغريم التقليدي، وذلك بعد أن تم إعلان مدرب ريال مدريد برنارد تشوستر تسلمه لمهامه مدربا لريال مدريد أمر الرئيس بالتعاقد مع خافيير سافيولا.
وفي 13 يوليو 2007، تم التعاقد من قبل ريال مدريد مع سافيولا، وتم تقديمه للجماهير.

## انتقاله لبنفيكا
بعد تولي فلورينتينو بيريز رئاسة ريال مدريد وجلب النجوم كاكا وكريستيانو رونالدو وكريم بنزيما أصبح الهجوم متكدساً باللاعبين التي لا حاجة للنادي بهم فباعوه إلى نادي بنفيكا بقيمة 5 ملايين يورو، وقد استعاد الأرنب مستواه ليقود بنفيكا لأحراز الدوري البرتغالي ويسجل بالموسم 11 هدفا وأيضا تألق في كأس الاتحاد الأوروبي وسجل 6 أهداف لكن الإصابة حرمته من المشاركة أمام نادي ليفربول بالأياب ليكون بنفيكا خسر أحد أركانه القوية.

## روابط خارجية
- خافيير سافيولا على موقع IMDb (الإنجليزية)

- خافيير سافيولا على موقع الاتحاد الدولي (مؤرشف)  (الإنجليزية)
- خافيير سافيولا على موقع الاتحاد الأوربي (الإنجليزية)
- خافيير سافيولا على موقع قاعدة بيانات كرة القدم.إي يو (الإنجليزية)
- خافيير سافيولا على موقع ليكيب (الفرنسية)
- خافيير سافيولا على موقع ناشيونال فوتبول تيمز (الإنجليزية)
- خافيير سافيولا على موقع Soccerway.com (الإنجليزية)
- خافيير سافيولا على موقع عالم كرة القدم.نت (الإنجليزية)
- خافيير سافيولا على موقع أوليمبيديا (الإنجليزية)
- خافيير سافيولا على موقع AS.com (الإسبانية)